# Mustapha Tlili
Mustapha Tlili (Fériana, 1937. október 17. – 2017. október 20.) tunéziai regényíró.

## Művei
Regények
- La Rage aux tripes (1975)
- Le Bruit dort (1978)
- Gloire des sables (1982)
- La Montagne du lion (1988)
- Un après-midi dans le désert (2008)

Esszék
- L'idée de nature chez Jean-Jacques Rousseau (1975)
- Rousseau et Nietzsche : deux penseurs de la décadence (1979)
- For Nelson Mansela (1987, társszerkesztő: Jacques Derrida)